# Manicomio primavera
Manicomio primavera è la prima raccolta di racconti di Clara Sereni, finalista al Premio Strega 1989. 
Uno dei temi presenti è la genitorialità che deve confrontarsi con la disabilità dei figli, con figure di madri che non si ripiegano nella negazione o nella disperazione, ma si impegnano in pratiche di vita che richiedono l'attivazione di nuove competenze e capacità di accontentarsi anche delle piccole cose.